# دائرة الصحة (أبو ظبي)
دائرة الصحة هي دائرة حكومية في إمارة أبوظبي، وتعمل على تقديم الخدمات والرعاية الصحية لسكان الإمارة. لدى الهيئة مسؤولية وضع الضوابط لجميع مقدمي الخدمات الصحية حكوميا كان أو خاص لتقديم خدمات ذات جودة.

## الأهداف الاستراتيجية
من أبرز أهداف دائرة الصحة (أبو ظبي):
1. تنمية الوعي الصحي للأفراد
2. الكشف المبكر عن الأمراض والمخاطر الصحية
3. تكامل النماذج المستقبلية لتقديم الرعاية
4. تقديم خدمات ذات جودة عالية للمرضى
5. الريادة العالمية في الصحة الرقمية والبيانات وعلوم الحياة
6. يناء منظومة صحية مستدامة
7. تدريب القوى العاملة وتأهيلها

## توظيف الذكاء الاصطناعي
حرصت دائرة الصحة- أبوظبي، على توظيف قدرات البيانات والذكاء الاصطناعي والأدوات الرقمية للارتقاء بتجربة المرضى وتعزيز المخرجات العلاجية، بما في ذلك التصوير الطبي المدعم بالذكاء الاصطناعي ومنصة الذكاء الاصطناعي المساعدة للأطباء،وملف مخاطر المريض المعزز بالذكاء الاصطناعي وغيرها من تطبيقات الذكاء الاصطناعي

## مركز البحث والابتكار
مركز اقليمي رائد في مجال الابتكار وبحوث الرعاية الصحية و علوم الحياة ومن أبرز مبادراته الطب الجينومي الذي يتضمن استخدام المعلومات الجينية عن الأفراد لفهم النمط الجيني، وتقديم التشخيص والعلاج الدقيق لأمراض مختلفة مثل السرطان والأمراض النادرةوأمراض القلب والأوعية الدموية وأمراض الجهاز التنفسي واضطرابات الصحة العقلية والسلوكية وغيرها 

## مركز أبوظبي للصحة العامة
أصدر الشيخ خليفة بن زايد آل نهيان  مرسوماً بإنشاء "مركز أبوظبي للصحة العامة"عام 2019 ،  ويتبع المركز  دائرة الصحة في أبوظبي ويهدف المركز إلى الحفاظ على صحة سكان الإمارة وضمان سلامة العاملين فيها من خلال تعزيز مفاهيم الصحة العامة والصحة الوقائية.

## الجوائز
- تلقت دائرة الصحة – أبوظبي جائزة «نجوم منظومة الشركات الناشئة 2024» التي تمثل تكريماً عالمياً من غرفة التجارة الدولية ومؤسسة «مايند ذا بريدج» بالتعاون مع منظمة التعاون الاقتصادي والتنمية والمفوضية الأوروبية[10]
- حصدت دائرة الصحة - أبوظبي،  8 جوائز هامة  ضمن جوائز "جلوبي الرؤساء التنفيذيين" العالمية السنوي 2021، وذلك تقديراً لتميز الإمارة وريادتها في الاستجابة لجائحة كوفيد-19، من خلال الجهود التوعية المبذولة وتبني حلول رقمية ذكية للتعامل مع الجائحة  حيث  تصدرت أبوظبي مدن العالم في الاستجابة للجائحة وفق العديد من التصنيفات العالمية الرائدةو تُعد معدلات الوفاة بين مصابي كوفيد-19 في أبوظبي من بين الأقل على مستوى العالم[11]
- حصدت دائرة الصحة أبوظبي، جائزة المبادرة الذهبية لفئة المؤسسة المتميزة لجهودها في التصدي لجائحة كوفيد-19 والمقدمة من إتحاد المستشفيات العربية.[12]
- فازت بجائزة "أفضل تجربة حياة" دائرة الصحة – أبوظبي، بالتعاون مع دائرة القضاء – أبوظبي، ومركز أبوظبي للصحة العامة، وشركة صحة، وصندوق أبوظبي للتقاعد ، وشركة "طاقة" ، وشركة "دو" عن إطلاق المرحلة الأولى من مبادرة "سندكم"؛ وذلك في الدورة الأولى من "جائزة أبوظبي لتجربة متعاملين بلا جهد"[13]

## وصلات خارجية
موقع هيئة الصحة - أبوظبي